# Instytut Neofilologii Uniwersytetu Rzeszowskiego
Instytut Neofilologii Uniwersytetu Rzeszowskiego – jeden z siedmiu instytutów Kolegium Nauk Humanistycznych Uniwersytetu Rzeszowskiego.

## Historia
Instytut Neofilologii funkcjonuje w nowej strukturze Kolegium Nauk Humanistycznych od 01.10.2019 r. z połączenia Instytutu Filologii Angielskiej, Instytutu Filologii Germańskiej, Instytutu Filologii Rosyjskiej oraz Katedry Lingwistyki Stosowanej.

## Władze Instytutu
W roku akademickim 2019/2020:
| Stanowisko                                  | Imię i nazwisko           |
| ------------------------------------------- | ------------------------- |
| Dyrektor                                    | dr hab. Agnieszka Uberman |
| Zastępca Dyrektora ds. dydaktycznych        | dr Magdalena Trinder      |
| Zastępca Dyrektora ds. ogólnych i naukowych | dr Małgorzata Dziedzic    |

## Struktura organizacyjna

### Katedra Anglistyki
Kierownik: dr Bożena Duda
- Zakład Językoznawstwa Stosowanego i Kognitywnego
- Zakład Współczesnego i Historycznego Językoznawstwa Angielskiego i Porównawczego
- Zakład Przekładoznawstwa
- Zakład Języków Specjalistycznych
- Zakład Literatur i Kultur Krajów Anglojęzycznych
- Pracownia Komparatystyki

### Katedra Germanistyki
Kierownik: dr hab. Krzysztof Nycz
- Zakład Językoznawstwa Germanistycznego i Translatoryki
- Zakład Komunikacji Specjalistycznej i Językoznawstwa Ogólnego
- Pracownia Językoznawstwa Teoretycznego i Kontrastywnego
- Pracownia Glottodydaktyki i Komunikacji Interkulturowej
- Pracownia Literatury i Kultury Krajów Niemieckojęzycznych

### Katedra Lingwistyki Stosowanej
Kierownik: dr hab. Agnieszka Mac
- Zakład Teorii Komunikacji Językowej
- Zakład Lingwistyki Mediów

### Katedra Rusycystyki
Kierownik: dr hab. Dorota Chudyk
- Zakład Językoznawstwa Porównawczego
- Zakład Językoznawstwa Stosowanego
- Zakład Literatury Rosyjskiej